# Пычас (станция)
Пычас — железнодорожная станция Ижевского отделения Горьковской железной дороги. Расположена в селе Пычас Можгинского района Удмуртии. 
На железнодорожной станции осуществляется прием и выдача повагонных отправок грузов, допускаемых к хранению на открытых площадках станции, прием и выдача грузов повагонными и мелкими отправками, погрузка целых вагонов лишь на подъездных путях и местах не общего пользования.

## Маршруты
Через станцию проходят:
- Поезд 330 Казань — Пермь
- Поезд 33ОЕ Казань — Киров[4]
- Поезд 373 Баку — Ижевск
- Поезд 907 Новосибирск — Москва
- Поезд 937 Красноярск — Москва
- Электричка 6372 Ижевск — Кизнер[5]
- Электричка 6376 Ижевск — Вятский Поляны
- Электричка 6926 Казань — Ижевск